# Muchorszybir
Muchorszybir (ros. Мухоршибирь) – wieś w Rosji, w Buriacji, ośrodek administracyjny rejonu muchorszybirskiego. W 2010 liczyła 5207 mieszkańców.